# Jinzō Matsumura
Jinzō Matsumura (松村 任三, Matsumura Jinzō, 14 februari 1856 – 4 mei 1928), ook wel Ninzō Matsumura genoemd, was een Japanse botanicus. De standaard afkorting Matsum. wordt gebruikt bij het citeren van botanische namen om aan te geven dat Matsumura de auteur was.

## Biografie
Matsumura werd geboren in Takahagi (prefectuur Ibaraki), in een samoerai-familie. Als kind had hij al een grote belangstelling voor de botanie. In 1883 was hij benoemd tot assistent-professor in de plantenkunde aan de Universiteit van Tokio onder Ryōkichi Yatabe. Matsumura studeerde vervolgens in het buitenland aan de Würzburg en Heidelberg Universiteit tussen 1886 en 1888. In 1890 werd hij professor aan de Universiteit van Tokio en in 1897 directeur van de Koishikawa Botanical Gardens. Hij werkte daar ook als decaan van de botanische afdeling. In 1922 stopte Matsumura met lesgeven en begon Waka-poëzie te publiceren.

## Nalatenschap
Het geslacht Matsumurella is vernoemd naar Matsumura.

## Geselecteerde publicaties
Matsumura assisteerde bij de voorbereiding van Brinkley's Unabridged Japanese-English Dictionary (1896), en hij publiceerde veel belangrijke werken over de flora van Japan, waaronder:
- Nomenclatuur van Japanse planten in het Latijn, Japans en Chinees (1884)
- Namen van planten en hun producten in het Engels, Japans en Chinees (1892)
- Conspectus van Leguminosœ (1902)
- Index plantarum Japonicarum: Cryptogamœ (1904)
- Phanerogami (1905)
- met Ito, Tentamen Florœ Lutchuensis (1899)
- met Ito, Rivisio Alni Specierum Japonicarum (1902)
- met Hayata, Enumeratio Plantarum in Insula Formosa Sponte Crescentium (1906)